# Ara-Kovács Attila
Ara-Kovács Attila (Nagyvárad, 1953. január 14. –) magyar filozófus, politikus, újságíró, szerkesztő, európai parlamenti képviselő.

## Életpályája
A kolozsvári egyetemen végzett filozófia szakon (1973–1978). Fő érdeklődési területe a külvilág és a nemzetközi kapcsolatok. Az 1970-es években bekapcsolódott romániai politikai rendszerrel szembeni kulturális és politikai ellenállás szervezésébe. Sokat tett nyílt eszközökkel, újságírás, petíciók, a nagyváradi Ady Endre Társaság révén a romániai emberjogi és nemzetiségi elnyomás ellen, miután a nyílt eszközök semmit nem használtak, a szamizdat eszközéhez folyamodott. Ara-Kovács Attila volt az egyik elindítója 1981-ben az Ellenpontok című erdélyi szamizdat folyóiratnak. 1983 óta Budapesten él, ahol megalapította az Erdélyi Magyar Hírügynökséget (1983). Évekig az Európa Könyvkiadó, majd a Beszélő munkatársa, az 1990-es évek végén külpolitikai és nemzetbiztonsági szakértő, majd New York-i Hungarian Human Rights Foundation magyarországi irodáját vezette, egyik alapító tagja volt a Wallenberg Egyesületnek, írásai később a Magyar Narancsban jelentek meg.
Ara-Kovács Attila 1997-ben a Bíró Bélának adott interjúban elmondta, hogy kezdettől a baloldali és liberális világ vonzotta. Gyermekkorában Nagyvárad még magyar város volt, az első teljes román mondatot tízéves korában hallotta. Csak az egyetemen tanult meg jól románul. Mély baráti szálak fűzték a magyar ellenzékhez, Pető Ivánhoz, Kis Jánoshoz, Demszky Gáborhoz. Demszky és Rajk László segített a szamizdat technikai részét illetően, szellemmel már az erdélyiek töltöttek meg a folyóiratot, emlékezett az Ellenpontok keletkezésére. Ara-Kovács Attila fontosnak tartotta leszögezni, hogy Szőcs Gézának fontos szerepe volt az Ellenpontok ügyében, főleg a szamizdat terjesztésében, de csak egy cikket közölt benne. Aki valóban nagyon fontos szerepet játszott, az Tóth Károly Antal volt, aki feleségével, Tóth Ilonával együtt, Svédországba emigrált. A szálak Ara-Kovács Attila kezében futottak össze. Szerinte széltében-hosszában beszélték Budapesten, hogy Szőcs Géza szerkeszti a lapot, amikor még teljesen titokban dolgoztak. A Securitate valószínűleg szintén hallott erről, erre egyszerűen követni kezdték Szőcs Gézát.
Ara-Kovács szerint a Magyarországra áttelepültek közül sokan nem találtak önmagukra és a szélsőségesek fele mentek el, jobbra tolódtak, még fasiszta szervezeteknek is támogatói lettek. Ara-Kovács Attila kirohant Szervátiusz Tibor, Páskándi Géza és Czegő Zoltán ellen: "Ezek az emberek (Szervátiusz, Páskándi, Czegő) a megtestesítői mindannak a balkanizmusnak, ami Romániában és Szerbiában és másutt 1919 óta ellenünk érvényesül." Ara-Kovács Attila kifejtette, hogy számára "Magyarország mindig a világra való kitekintést jelentette. Nem elsősorban az etnikai szempontjaim voltak azok, melyek Magyarországhoz kötöttek..." Ara-Kovács Attila Tőkés Lászlót is elítélte: "Tőkés László és a radikálisok gyengéjét abban látom, hogy mögöttük nincs helyzetteremtő képesség. A saját imázs megtartása, illetve az egykori vélt vagy valós befolyás visszaszerzésének görcse az, ami megbénítja őket."
2014-ben a Demokratikus Koalíció külügyi kabinetjének vezetője lett.
A 2019-es európai parlamenti választáson a Demokratikus Koalíció listájának 4. helyén szerepelt, és mandátumot szerzett.

## Tanulmányok, fordítások, szerkesztések (válogatás)
- A nyolcvanas évek Romániája és az erdélyi magyarság : [gépelt kézirat] / Ara-Kovács Attila. [Budapest] : s. n., 1987. 112 p.
- A bukaresti magyar iskola : [gépelt kézirat] / Ara-Kovács Attila. H. n.,: 1987. szeptember 15 p.
- Mózes. Michelangelo Mózese : két tanulmány / Sigmund Freud ; [ford. F. Ozorai Gizella, Kertész Imre] ; [a szöveget gond. és a jegyzeteket írta Ara-Kovács Attila]. Budapest : Európa, 1987. 266 p.
- Csángó passió : Barangolások moldvai csángó-magyarok között / Beke György ; sajtó alá rend. Ara-Kovács Attila. Budapest : Európa, 1988. 285 p., [16] t. ill.
- A többségi szándéktól a kisebbségi következményig : az Antall-kormány és a magyar kisebbségek : [gépelt kézirat] / Ara-Kovács Attila. s. l. : s. n., [199?]. 13 p.
- A civilizációk összecsapása és a világrend átalakulása / Samuel P. Huntington ; [ford. Puszta Dóra,...Gázsity Mila,...Gecsényi Györgyi] ; [szerk. Ara-Kovács Attila]. Budapest : Európa, 1998. 650 p. ill.
- A globalizáció: : Politikai, gazdasági és kulturális kihívások/ / Helmut Schmidt ; [ford. Ara-Kovács Attila]. Budapest : Európa, 1999. 129 p.
- Biztonságpolitikai kézikönyv / [a kötet szerzői Ara-Kovács Attila et al.] ; szerk. Deák Péter. A Közel-Kelet és az iszlám térség. A közös európai külpolitika, biztonságpolitika és védelempolitika. Budapest : Osiris, 2007. 642 p.
- „Előképek és rémképek” címmel tanulmányt írt Orbán Viktor politikájáról a Magyar Bálint által szerkesztett, 2013 őszén megjelent Magyar polip című kötetbe.